# 2785 Sedov
2785 Sedov (1978 QN2) là một tiểu hành tinh vành đai chính được phát hiện ngày 31 tháng 8 năm 1978 bởi N. Chernykh ở Nauchnyj.